# Дендрокліматологія
Дендрокліматоло́гія — відтворення клімату минулого за інформацією про деревні кільця. 
Початкова робота сфокусована на вимірюванні ширини деревних кілець — це просто вимірювати й може бути пов'язане з параметрами клімату. Але щорічний ріст дерева залишає інші сліди, і показник максимум щільності пізньої деревини є взагалі кращим індикатором температури, аніж ширина деревних кілець, однак, його важче вимірювати. Інформація про деревні кільця може використовуватися, щоб відновити клімат району протягом тисяч років.